# Lupold de Bebenburg
Lupold de Bebenburg (en allemand Lupold von Bebenburg, en latin Lupoldus Bebenbergius ou Babenbergius), né vers 1297 et mort le 28 octobre 1363, est un ecclésiastique et juriste allemand du XIVe, évêque de Bamberg de 1353 à sa mort.

## Biographie
Fils d'une famille ministériales, fonctionnaires au service du prince ou d'un évêque, assimilés à la petite noblesse, il fait ses études de droit à Bologne sous la direction de Jean d'André (de). Il est professeur in utroque jure en Allemagne. 
Il est également chanoine de Mayence, Wurtzbourg puis de Bamberg. Il est évêque de Bamberg vers 1353.
Il meurt en 1363 lors d'une épidémie de typhus.

## Œuvres

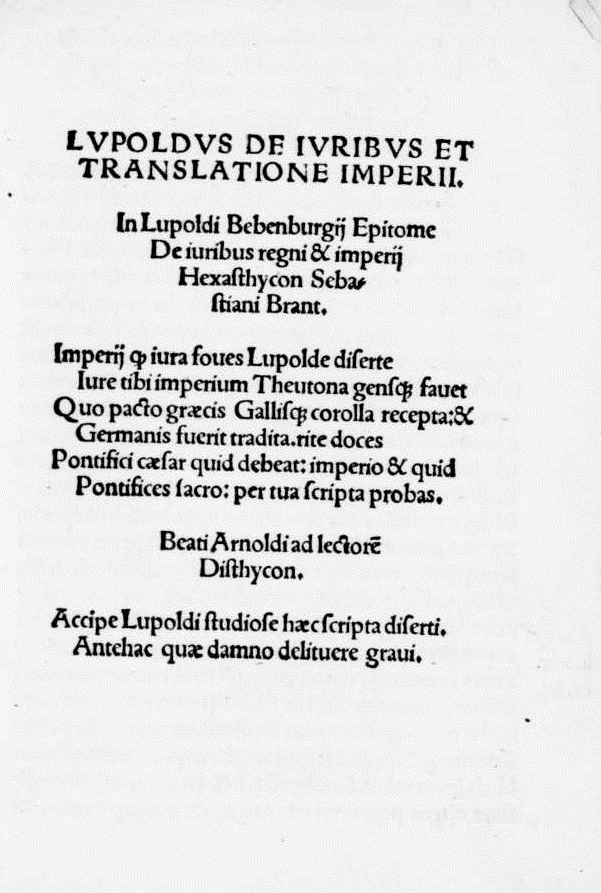
De iuribus et translatione imperii, 1508

- De zelo veterorum Regum Galliae et Germaniae Principum, adressé à Rudolphe de Saxe, qui exalte le zèle que les rois de France et les princes allemands avaient pour la propagation de la foi. Cet ouvrage fut retrouvé par le cardinal Marc Barbo, légat en Allemagne, dans la bibliothèque de Spire. Il en fit faire une édition princeps en 1497, à Bâle.
- Liber de juribus Regni et Imperii Romanorum, adressé à Baudoin, archevêque de Trèves ; Lupold y défend les droits de l'Empire contre la papauté ; édité à Strasbourg en 1504.
  - (la) De iuribus et translatione imperii, Strasbourg, Matthias Schürer, 1508 (lire en ligne)
- Ritmaticum querolosum
- Libellus de zelo christiane religionis veterum principum Germanorum
- Liber privilegiorum
- Liber de ortu